# 大叶橐吾
大叶橐吾（学名：Ligularia macrophylla）为菊科橐吾属的植物。分布于俄罗斯以及中国大陆的新疆等地，生长于海拔700米至2,900米的地区，多生在芦苇沼泽、河谷水边、阴坡草地及林缘，目前尚未由人工引种栽培。